# Bibliografia lui A. E. van Vogt
Aceasta este o listă operelor scrise de autorul A. E. van Vogt.
Cronologia se bazează pe anul apariției în volum, cu precizarea că unele romane au apărut în volum la câțiva ani după ce au fost serializate în reviste.

### Serii

#### Non-A
- The World of Null-A (1945)

ro. Lumea non-A - Editura Cristian 1994
- The Pawns of Null-A (1956) - apărut și sub titlul The Players of Null-A

ro. Jucătorii non-A - Editura Cristian 1994
- Null-A Three (1985) - apărut și sub titlul Null A-3

ro. Sfârșitul non-A - Editura Cristian 1995

#### Slan
- Slan (1947) - roman

ro. Slan - Editura Nemira 1998
- Slan Hunter (2007) - roman scris de Kevin J. Anderson, folosind materiale redactate de van Vogt

#### Arsenalele din Isher
- The Weapon Makers (1947)

ro. Făuritorii de arme - editura Nemira 1992
- The Weapon Shops of Isher (1951)

ro. Arsenalele din Isher - editura Nemira 1992
- The Weapon Shops of Isher and The Weapon Makers (1979) - ediție omnibus

ro. Arsenalele din Isher. Făuritorii de arme - editura Antet 2007

#### Clane
- Empire of the Atom (1957)

ro. Imperiul atomului - editura Nemira 1994
- The Wizard of Linn (1962)

ro. Vrăjitorul din Linn - editura Nemira 1998

### Romane
- The Book of Ptath (1946) - apărut și sub titlurile 200 Million A.D., Two Hunderd Million A.D. și Ptath

ro. Cartea lui Ptath - editura Leda 2007
- The House That Stood Still (1950) - apărut și sub titlurile The Mating Cry și The Undercover Aliens

ro. Casa veșniciei - editura Vremea 1993
- The Voyage of the Space Beagle (1950) - a apărut și sub titlul Mission: Interplanetary

ro. Odiseea navei Space Beagle - editura Albatros 1978, editura Leda 2006
ro. Fauna spațiului - editura Vremea 1996
- The Mixed Men (1952) - a apărut și sub titlul Mission tot the Stars

ro. Star Cluster - Valdo 1992, Editura Aldo Press 1999
- The Universe Maker (1953)

ro. Făuritor de univers - CPSF nr. 485-488
- Planets for Sale (1954) - cu Edna Mayne Hull

ro. Planete de vânzare - editura Image 1998
- The Mind Cage (1957)

ro. Imperiul marelui judecător - editura Fahrenheit 1994
- Siege of the Unseen (1959)
- The War Against the Rull (1959) - roman, include versiunile revizuite ale celor cinci lucrări anterioare

ro. Războiul împotriva rulilor - Editura Univers 1988 și Editura Vremea 1995
- The Beast (1963) - a apărut și sub titlul Moonbeast

ro. Bestia - editura Nemira 1997
- Rogue Ship(1965)

ro. Rătăcitori printre stele - editura Vremea 1994
- The Winged Man (1966) - cu Edna Mayne Hull

ro. Război împotriva yazilor - editura Lucman 2002
- The Silkie (1969)

ro. Silkie - editura Vremea 1993
- Quest for the Future (1970)
- Children of Tomorrow (1970)
- The Battle of Forever (1971) - apărut și sub titlul Battle of Forever

ro. Lupta pentru veșnicie - editura Vremea 1995
- The Darkness on Diamondia(1972)

ro. Întuneric pe Diamondia - editura Vremea 1997
- Future Glitter (1973) - apărut și sub titlul Tyranopolis

ro. Sclipirea viitorului - editura Antet 2002
- The Secret Galactics (1974) - apărut și sub titlul Earth Factor X
- The Man with a Thousand Names (1974)

ro. Omul cu o mie de nume - editura Vremea 1996
- Supermind (1977)

ro. Invadatorii - editura Vremea 1995
ro. Supermintea - Punctul Omega - editura Antet 2003
- The Anarchistic Colossus (1977)
- Renaissance (1979)

ro. Soarele subteran - editura Vremea 1993
- Cosmic Encounter (1979)

ro. Întâlnire cosmică - editura Vremea 1999
- Il villaggio incantato (1982) - cu Renato Pestriniero
- Computerworld (1983) - apărut și sub titlul Computer Eye

ro. Computerworld - editura Nemira 1995
- To Conquer Kiber (1985)

ro. Cucerirea Kiberului - editura Vremea 1998

### Culegeri de povestiri
- Out of the Unknown (1948) - cu Edna Mayne Hull, apărută și sub titlul The Sea Thing and Other Stories
- Masters of Time (1950)

ro. Stăpânii timpului - editura Vremea 1994
- Destination: Universe! (1952)

ro. Destinația Univers - editura Fahrenheit 1994
- Away and Beyond (1952)
- The Twisted Men (1964)
- Monsters (1965) - apărută și cu titlul The Blal
- The Far-Out Worlds of A. E. van Vogt (1968)

ro. Primul marțian - editura Universal Dalsi 1994, traducere Mihai-Dan Pavelescu
- The Proxy Intelligence and Other Mind Benders (1971)
- M33 in Andromeda (1971)
- More Than Superhuman (1971)
- The Book of Van Vogt (1972) - apărută și sub titlul Lost: Fifty Suns (1979)

ro. Cartea lui van Vogt - editura Fahrenheit 1994
- Three Eyes of Evil and Earth's Last Fortress (1973)
- The Worlds of A. E. van Vogt (1974)
- The Gryb (1976)
- The Best of A. E. van Vogt (1976)
- The Universe Makers (1977)
- The Universe Makers and The Proxy Intelligence (1978)
- Pendulum (1978)
- Futures Past: The Best Short Fiction of A.E. Van Vogt (1999)
- Transfinite: The Essential A.E. van Vogt (2003)
- Transgalactic (2006)

### Non-ficțiune
- The Hypnotism Handbook (1956) - cu Charles Edward Cooke
- The Money Personality (1972)
- Reflections of A. E. Van Vogt: The Autobiography of a Science Fiction Giant (1979)
- A Report on the Violent Male (1992, Paupers' Press, UK, ISBN 0-946650-40-3)

## Legături externe
- Bibliografia lui A. E. van Vogt la ISFDB